# Ron Nevison
Ron Nevison es un productor e ingeniero de sonido estadounidense, conocido en el mundo por producir algunos álbumes de hard rock y heavy metal para las bandas Kiss, UFO, Europe, Led Zeppelin y Joe Cocker, entre otros. Sumando todos los discos en los que trabajado tanto como productor e ingeniero ha vendido más de 100 millones de copias y ha obtenido en cuatro ocasiones el reconocimiento de productor del año, otorgado por la revista Billboard.

## Carrera
Inició su carrera a principios de los años setenta como ingeniero de sonido para algunos artistas estadounidenses y británicos, entre ellos el disco Quadrophenia de The Who y el trabajo debut homónimo del supergrupo Bad Company. Desde el año 1974 incursionó como productor discográfico en los discos Nightlife de Thin Lizzy, Lights Out y Obsession de UFO. Durante los años setenta trabajó como ingeniero y productor para bandas como Led Zeppelin, Barbra Streisand, Flo and Eddie, Dave Mason, The Babys y Survivor, entre otros.
Ya en los ochenta alcanzó la fama luego de producir algunos de los álbumes de Kiss, Ozzy Osbourne, Heart, Europe, Bad English, Michael Schenker Group y  Vince Neil, entre muchos otros. Luego en la década siguiente comenzó a trabajar con otras grandes bandas como Lynyrd Skynyrd, Meatloaf, Candlebox, Night Ranger, Damn Yankees y Grand Funk Railroad, solo por mencionar algunos.
Actualmente se ha dedicado a remasterizar algunos de los discos de décadas pasadas, como también crear recopilatorios de los artistas con los cuales ha trabajado.